# Eilema danieli
Eilema danieli är en fjärilsart som beskrevs av Sergius G. Kiriakoff 1954. Eilema danieli ingår i släktet Eilema och familjen björnspinnare. Inga underarter finns listade i Catalogue of Life.